# 木原萬莉子
木原萬莉子（1997年9月4日—）是一位日本女子花樣滑冰選手。

## 外部連結
- Mariko Kihara在国际滑冰联盟的页面